# Фракция КПРФ в Государственной думе III созыва
Фракция КПРФ в Государственной думе третьего созыва — депутатское объединение КПРФ в Госдуме третьего созыва (18 января 2000 года — 29 декабря 2003 года).
Федеральный список кандидатов от КПРФ был зарегистрирован 14 октября 1999 года в количестве 255 кандидатов. Список кандидатов по одномандатным округам (140 человек) заверен 25 сентября 1999 года. По итогам выборов КПРФ получила 24,29 % (более 16 млн. 195 тыс. голосов), что дало ей 67 мандатов в пропорциональной части Думы (первое место по стране). В одномандатных округах от КПРФ прошли ещё 46 депутатов. Несмотря на то, что по сравнению с прошлыми выборами партия получила на 700 000 голосов (на 2 %) больше, число полученных партией депутатских мандатов снизилось: в 1995 году КПРФ получила 99 мест по федеральному округу и 58 — в одномандатных округах. Потеря произошла из-за уменьшения т. н. «премии» — голосов, отданных за непрошедшие партии и перераспределённых между победителями.
9 января 2000 года фракция выдвинула на пост председателя Думы кандидатуру Геннадия Селезнёва. 18 января 2000 года Селезнёв был избран председателем. По пакетным соглашениям фракция получила посты председателей 9 думских комитетов и Мандатной комиссии.

## Деятельность

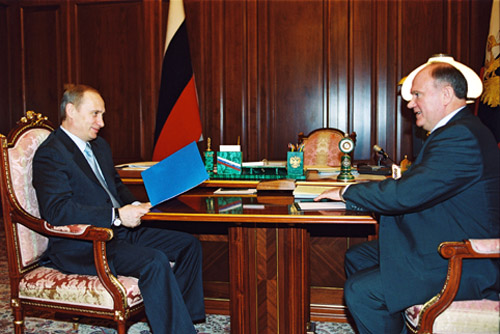
Руководитель фракции Геннадий Зюганов и президент России Владимир Путин, 7 февраля 2002 г.

В 2000 году фракция поддержала законопроект о введении с 1 января 2001 года вместо прогрессивной плоской шкалы подоходного налога.
14 марта 2001 года фракция голосовала за вотум недоверия правительству Касьянова, однако он не был принят («за» — 126).
6 июня 2001 года в Государственной Думе в окончательном третьем чтении был принят закон о ввозе в Россию отработанного ядерного топлива, который поддержали 40 депутатов фракции. Закон был принят большинством в 243 голоса.
15 июня 2001 года, выступая против принятия Земельного кодекса, представители фракции захватили трибуну и заглушали ораторов скандированием «Позор! Позор!». К моменту голосования фракция в полном составе покинула зал. Проект кодекса был принят большинством в 251 голос.
14 декабря 2001 года фракция проголосовала против бюджета на 2002 год.
Весной 2002 года проправительственное большинство (фракции «Единство» и «Отечество», группы «Народный депутат» и «Регионы России») лишило коммунистов и их союзников из Агропромышленной группы большинства руководящих постов в комитетах. В ответ на пленуме ЦК КПРФ было решено в знак протеста отозвать со своих постов всех оставшихся председателей комитетов и спикера Госдумы Селезнёва. Геннадий Селезнёв, Светлана Горячева и Николай Губенко отказались подчиниться решению, за что были исключены из фракции, а затем из партии (Николай Губенко вскоре был восстановлен).
11 декабря 2002 года фракция проголосовала против бюджета 2003 года, 21 февраля 2003 года — против «Закона об электроэнергетике», продвигаемого А. Б. Чубайсом, 9 апреля 2003 года — против принятия в третьем чтении правительственных поправок в закон «Об основах федеральной жилищной политики», которые предусматривали, в частности, возможность выселения неплательщиков из квартир.
18 июня 2003 года фракция голосовала за недоверие правительству Касьянова, предложение не было принято («за» — 172).

## Список депутатов
18 января 2000 года фракция была зарегистрирована в составе 95 депутатов. Часть из депутатов, прошедших от КПРФ, перешли в Агропромышленную депутатскую группу, 3 депутата не вошли во фракции. Во фракцию КПРФ вступили 2 депутата, избранных от Движения в поддержку армии, и 6 независимых депутатов.
18 января 2000 года И. А. Ждакаев и С. Г. Левченко перешли в Агропромышленную депутатскую группу. 19 января 2000 года в Агропромышленную группу перешли Г. В. Костин, Н. А. Останина и В. Р. Пашуто. 25 января 2000 года в Агропромышленную группу перешли Т. А. Астраханкина, Е. Г. Драпеко, А. И. Салий, А. В. Шульга. 1 февраля 2000 года во фракцию вступил Р. М. Шакиров, перешёл из Агропромышленной группы А. А. Пономарёв. В результате фракция КПРФ насчитывала 88 депутатов.
1. Абраменков, Дмитрий Николаевич
2. Алфёров, Жорес Иванович
3. Анненский, Игорь Александрович
4. Апарина, Алевтина Викторовна
5. Арефьев, Николай Васильевич
6. Афанасьев, Сергей Николаевич
7. Бенедиктов, Николай Анатольевич
8. Биндюков, Николай Гаврилович
9. Бойко, Вячеслав Андреевич
10. Будажапов, Сергей Пурбуевич
11. Бурлуцкий, Юрий Иванович
12. Волков, Владимир Николаевич
13. Воронцова, Зоя Ивановна
14. Гамза, Геннадий Ефимович
15. Гамзатова, Хаписат Магомедовна
16. Глазьев, Сергей Юрьевич
17. Горячева, Светлана Петровна
18. Гостев, Руслан Георгиевич
19. Гришуков, Владимир Витальевич
20. Губенко, Николай Николаевич
21. Дайхес, Николай Аркадьевич
22. Захаров, Иван Васильевич
23. Зоркальцев, Виктор Ильич
24. Зорькин, Вячеслав Алексеевич
25. Зюганов, Геннадий Андреевич
26. Иванов, Николай Николаевич
27. Иванченко, Леонид Андреевич
28. Илюхин, Виктор Иванович
29. Кадочников, Владимир Дмитриевич
30. Казаковцев, Владимир Александрович
31. Калягин, Владимир Александрович
32. Кибирев, Борис Григорьевич
33. Кислицын, Василий Александрович
34. Кныш, Валентин Филиппович
35. Коломейцев, Виктор Андреевич
36. Коломейцев, Николай Васильевич
37. Корнеева, Надежда Анатольевна
38. Костерин, Евгений Алексеевич
39. Кравец, Александр Алексеевич
40. Кругликов, Александр Леонидович
41. Куваев, Александр Александрович
42. Куликов, Александр Дмитриевич
43. Купцов, Валентин Александрович
44. Лабейкин, Александр Алексеевич
45. Лигачёв, Егор Кузьмич
46. Лукьянов, Анатолий Иванович
47. Маевский, Леонид Станиславович
48. Маслюков, Юрий Дмитриевич
49. Мельников Иван Иванович
50. Михайлов Александр Николаевич
51. Никитин, Валентин Иванович
52. Никитин, Владимир Степанович
53. Никитчук, Иван Игнатьевич
54. Никифоренко, Юрий Васильевич
55. Паутов, Виктор Николаевич
56. Пешков, Виктор Петрович
57. Плетнёва, Тамара Васильевна
58. Пономарёв, Алексей Алексеевич
59. Потапов, Сергей Александрович
60. Рашкин, Валерий Фёдорович
61. Решульский, Сергей Николаевич
62. Рогонов, Пётр Петрович
63. Родионов, Игорь Николаевич
64. Романов, Валентин Степанович
65. Романов, Пётр Васильевич
66. Савицкая, Светлана Евгеньевна
67. Сайкин, Валерий Тимофеевич
68. Сапожников, Николай Иванович
69. Саркисян, Ашот Григорьевич
70. Сафронов, Виталий Александрович
71. Севастьянов, Виталий Иванович
72. Селезнёв, Геннадий Николаевич
73. Сокол, Святослав Михайлович
74. Титов, Герман Степанович
75. Тихонов, Владимир Ильич
76. Топорков, Владимир Фёдорович
77. Ходырев, Геннадий Максимович
78. Худяков, Иван Дмитриевич
79. Чертищев, Владимир Сергеевич
80. Чехоев, Анатолий Георгиевич
81. Чикин, Валентин Васильевич
82. Шабанов, Александр Александрович
83. Шакиров, Рифхат Мидхатович
84. Шандыбин, Василий Иванович
85. Швец, Любовь Никитична
86. Швецов, Александр Сергеевич
87. Шурчанов, Валентин Сергеевич
88. Юрчик, Владислав Григорьевич